# Selección de polo de Italia
La Selección de polo de Italia es el conjunto que representa a Italia en las competencias internacionales de polo. 
Ha participado en dos mundiales, alcanzando el tercer lugar en 2011. En el Campeonato Europeo de Polo ha alcanzado buenos resultados, obteniendo el título en 2005, 2018 y 2021 y el segundo lugar en 1993 y 1997.

## Resumen mundialista
| Campeonato Mundial de Polo | Campeonato Mundial de Polo | Campeonato Mundial de Polo | Campeonato Mundial de Polo | Campeonato Mundial de Polo | Campeonato Mundial de Polo |
| -------------------------- | -------------------------- | -------------------------- | -------------------------- | -------------------------- | -------------------------- |
| 1987:                      | No clasificó               | 1989:                      | No clasificó               | 1992:                      | No clasificó               |
| 1995:                      | No clasificó               | 1998:                      | No clasificó               | 2001:                      | Primera fase               |
| 2004:                      | No clasificó               | 2008:                      | No clasificó               | 2011:                      | Medalla de bronce          |
| 2015:                      | No clasificó               | 2017:                      | No clasificó               | 2022:                      | Treceira face              |